# Sava (pneumatici)
Sava Tires è un marchio sloveno di pneumatici e altri prodotti in gomma, filiale della Goodyear Tire and Rubber Company. Ha sede a Kranj. 
Goodyear è l'azionista di maggioranza di Sava dalla fine del 1997, avendo pagato 120 milioni di dollari per una quota del 60% delle attività di Sava nel settore degli pneumatici e del 75% delle attività di prodotti in gomma non legati agli pneumatici. L'accordo segnò la fine di un rapporto di fornitura tecnica e produttiva durato 25 anni tra Sava e l'austriaca Semperit Reifen e successivamente con la tedesca Continental AG che la acquisì.